# Salvador Albacete
Salvador Albacete y Albert (Cartagena, 4 de diciembre de 1827-Madrid, 4 de agosto de 1890) fue un político español, ministro de Ultramar durante la Restauración borbónica. 

## Biografía
| De elevada estatura, de hermosa y artística cabeza, de poblada barba negra, mezclada de algún que otro plateado hilo, de frente espaciosa, de espresiva mirada, de andar solemne y desembarazado. —Descrito físicamente en 1886. |

Nació el 4 de diciembre de 1827 en Cartagena, hijo de Fulgencio y María del Rosario. De joven ingresó en la Armada, sirviendo en ella durante 15 años. Posteriormente se licenció en derecho.
Militante del Partido Moderado, es nombrado subsecretario del Ministerio de Ultramar en 1865 y, tres años después, acompañó a Isabel II en su exilio francés tras la Revolución de 1868.
Tras el advenimiento de la Restauración borbónica, fue consejero de Estado y fiscal del Tribunal Supremo. Igualmente, fue diputado a Cortes por los distritos de Arecibo (1876-1879), Cartagena (1878-1884) y La Habana (1886-1890).
 De militancia canovista, como diputado por Puerto Rico (Arecibo) se mostró en 1878 a favor de los azúcares de Cuba, exigiendo una rebaja en los aranceles para estos y mayores tipos para los azúcares foráneos. Su proyecto económico para la instauración del Cabotaje, que buscaba abrir el mercado peninsular a los azúcares cubanos, suscitó la rotunda oposición del ministro de Hacienda, Manuel Orovio Echagüe, del de Fomento y de los azucareros de Andalucía. Fue nombrado ministro de Ultramar el 15 de marzo de 1879, ejerciendo el cargo hasta el 9 de diciembre de dicho año, en un gabinete presidido por Arsenio Martínez Campos. Fue el responsable de la firma de un tratado de comercio entre España y Francia, así como uno entre Cuba y Puerto Rico y los Estados Unidos, no llegando este último a entrar en vigor. En 1884 se convirtió en senador por la provincia de Murcia. En febrero de 1885 fue designado gobernador del Banco de España. Electo el 1 de junio de 1886 miembro de número (medalla núm. 5) de la Real Academia de Ciencias Morales y Políticas,  no llegó sin embargo a tomar posesión.
Sintiéndose indispuesto en su despacho del Banco de España en la mañana del 4 de agosto de 1890, fue trasladado a su domicilio en el número 16 de la madrileña calle de la Cruz; falleció a las diez y veinticinco de la noche.

## Distinciones
- Gran Cruz de la Orden de Isabel la Católica[1]
- Gran Cruz de la Orden de Carlos III[1]
- Gran Cruz de la Legión de Honor[1]
- Caballero de la Espuela de Oro[1]
- Medalla de Italia[1]
- Gentilhombre de cámara de S. M.[1]